# 下村定
下村定（日语：／ Shimomura Sadamu，1887年9月23日—1968年3月25日），日本高知县人，陆军大将。曾先后担任参谋本部第四部部长、第一部部长，陆军炮工学校校长，陆军大学校校长，第十三军司令官，西部军司令官，华北方面军司令官。1945年8月，担任大日本帝国末代陆军大臣和教育总监。战后加入自由民主党，并曾当选为参议院议员。

## 生平

### 早期经历
1908年5月，下村定毕业于陆军士官学校第二十期，担任野炮兵第14联队附。1916年11月，毕业于陆军大学校第二十八期，次年起担任参謀本部附、参謀本部員。1919年赴法国学习研究军事，后担任驻德国科隆武官。期间，加入了由永田铁山、冈村宁次、小畑敏四郎等“三羽乌”主导的“巴登巴登密约”。
1921年9月回国后，担任参謀本部作战课参谋。1924年8月，调任野炮兵第7联队大队长，后改任陆大教官。1927年6月，担任日内瓦海军裁军会议委员，后历任参谋本部部员，陆军兵器本厂附（国联裁军准备委员会干事），日内瓦裁军会议全权随员。1933年12月，任野战重炮兵第1联队长。1935年3月，调任关东军第一课课长，后改任陆大研究部主事。1936年3月，晋升陆军少将军衔，8月任参谋本部第四部部长。

### 中日战争及第二次世界大战期间
1937年9月27日后，下村定取代石原莞尔出任参谋本部第一部部长，率先提出杭州湾登陆计划。1938年1月，日军进攻青岛前夕，下村定担心海军陆战队独自完成对青岛的占领，命令刚参加完南京作战的国崎支队在青岛登陆，但日本海军最终在1月10日提前占领青岛。日军占领青岛后，改任东京湾要塞司令官。在同新任部长桥本群交接工作时，他建议华北日军沿平汉线直下武汉，但由于冒险性太大，此建议最终被搁置。
1939年3月，晋升陆军中将军衔。1940年，任陆军炮工学校校长。1941年9月，担任陆大校长。1942年10月，任驻上海的第十三军司令官，指挥对新四军根据地进行扫荡。1944年3月，担任西部军司令官，同年11月调任华北方面军司令官。1945年5月，晋升陆军大将军衔。1945年8月15日，日本宣布无条件投降。8月23日，调任新成立的东久迩宫内阁陆军大臣兼教育总监，主持日本陆军复员工作。

### 战后生活
1945年10月，币原喜重郎内阁成立，下村定留任陆军大臣。11月30日，陆军省撤销。1946年2月，因战犯嫌疑被拘留，次年5月获释。后加入自由民主党。1959年6月，当选为参议院议员，1965年落选。1968年3月25日，他因交通事故逝世，死后追授勳一等旭日大綬章。

## 履历
- 1908年（明治41年）
  - 5月 陸軍士官学校卒業。
  - 12月 陸軍砲兵少尉。野砲兵第14連隊附。
- 1911年（明治44年）12月 陸軍砲兵中尉。
- 1916年（大正5年）11月 陸軍大学校卒業。
- 1917年（大正6年）10月 参謀本部附。
- 1918年（大正7年）7月 陸軍砲兵大尉。参謀本部員。
- 1919年（大正8年）3月 法国駐在武官。
- 1921年（大正11年）9月 参謀本部員（作战課参謀）。
- 1922年（大正12年）8月 陸軍砲兵少佐。
- 1924年（大正14年）8月 野砲兵第7連隊大隊長。
- 1925年（大正15年）8月 陸軍大学校教官。
- 1927年（昭和2年）6月 日内瓦海军裁军会议委員。
- 1928年（昭和3年）
  - 1月 参謀本部附仰付（法国・德国派遣）
  - 3月 陸軍砲兵中佐。
- 1930年（昭和5年）8月 参謀本部員。
- 1931年（昭和6年）
  - 4月 兵本附（国連軍縮準備委員会幹事）。
  - 8月 陸軍砲兵大佐。
  - 12月 日内瓦裁军会议全权随員。
- 1933年（昭和8年）12月 野戰重炮兵第1連隊（日语：野戦重砲兵第1連隊）連隊長
- 1935年（昭和10年）
  - 3月 关东军高級参謀・第1課長。
  - 12月 陸軍大学校研究部主事。
- 1936年（昭和11年）
  - 3月 陸軍少将。
  - 8月 参謀本部第4部長。
- 1937年（昭和12年）9月 参謀本部第1部長。
- 1938年（昭和13年）
  - 1月 参謀本部附。
  - 9月 東京湾要塞司令官。
- 1939年（昭和14年）3月 陸軍中将。
- 1940年（昭和15年）8月 陸軍砲工学校校長。
- 1941年（昭和16年）9月 陸軍大学校校長。
- 1942年（昭和17年）10月 第13軍司令官。
- 1944年（昭和19年）
  - 3月 西部军（日语：西部軍 (日本軍)）司令官。
  - 11月 北支那方面軍司令官。
- 1945年（昭和20年）
  - 5月 陸軍大将。
  - 8月23日 陸軍大臣兼教育总監。
- 1959年（昭和34年）6月 参議院議員。